# Vlag van Reimerswaal

Vlag van de gemeente Reimerswaal

De vlag van Reimerswaal werd op 27 juli 1971 vastgesteld als de gemeentelijke vlag van de Zeeuwse gemeente Reimerswaal. De vlag kan als volgt worden beschreven:
vijf banen – de middelste 3 gegolfd – in een hoogteverhouding 3:1:1:1:3 van rood, wit, blauw, wit, rood en op 1/3 van de vlaglengte een wit, geel gevest zwaard (de punt naar de bovenzijde), de 3  gegolfde banen doorbroken van een verkorte zwarte, rode en zwarte baan waarvan de lengte zich verhouden als 1:4:1.
De vlag is gebaseerd op het gemeentewapen en is ontworpen door Kl. Sierksma.
Het wapen was reeds in 1416 in gebruik voor de stad Reimerswaal, die ten noorden lag van de huidige gemeente, die haar naam aan deze historische stad ontleent.

## Afbeeldingen

Wapen van Reimerswaal

Borsele 
· Goes 
· Hulst 
· Kapelle 
· Middelburg 
· Noord-Beveland 
· Reimerswaal 
· Schouwen-Duiveland 
· Sluis 
· Terneuzen 
· Tholen 
· Veere 
· Vlissingen